# Božja milost
Božja milost se prema kršćanskom učenju odnosi na vrhovnu naklonost Boga čovječanstvu, posebno u pogledu spasenja, nezavisno od činjenja dobrih djela, stjecanja zasluga ili dokazane dobrote. Grčka riječ karizma (starogrčki χάρισμα - dar) iz Novog zavjeta, koja se obično prevodi kao milost, u pravoslavnoj tradiciji se prevodi i kao blagodat.
Božja milost se odnosi na Božje darove čovječanstvu, uključujući život, stvaranje i spasenje. U užem smislu, milost je sredstvo, kojim se ljudi izbavljaju istočnog grijeha i stječu spasenje. U ovom smislu Božja milost je centralni koncept kršćanske teologije. Milost pripada u srž kršćanskog shvaćanja ljudskog postojanja, jer se ona tiče misterija odnosa čovječanstva prema Bogu, kako je taj odnos objavljen u Isusu Kristu.

## Kršćanski koncept milosti
Većina kršćana smatra, da se čovječanstvo rađa u stanju grijeha, što je posljedica istočnog grijeha, koji su Adam i Eva počinili u Raju, čime je izvorno stanje milosti izgubljeno za njih i njihove potomke, koji se rađaju bez nade za spasenje. Božja milost je odgovor na ovu, inače bezizlaznu situaciju. 
Milost je Božja slobodna odluka da put spasenja učini dostupnim ljudima. Bog nije obavezan, da ikoga spasi. Čovjek ne može biti toliko dobar, da sam zasluži boravak u Raju. Milošću, Bog pruža dobrobit, bez razmatranja zasluga. 

## Rasprava Pelagija i svetog Augustina
Pelagije (354. – 420./440.) je bio asketski monah u 5. stoljeću koji je učio, da čovjek ima moć činiti dobro i raditi na svom spasenju. Vlastitim naporima moguće je, da biće od krvi i mesa stekne moralno savršenstvo. Poricao je da istočni grijeh Adama i Eve generacije. Njegova interpretacija učenja o slobodnoj volji je poznata kao pelagijanizam. Tako, Adamov grijeh je samo "loš prijmer" pokoljenjima, ali njegov postupak nema drugih posljedica po ljudsku prirodu, koje se dovode u vezu s istočnim grijehom. Pelagijanizam vidi Isusovu ulogu kao "postavljanje dobrog primjera" čovječanstvu, nasuprot Adamovom lošem primjeru.
Prema Augustinu, prvobitni grijeh zatomljuje Božju milost u čovječjoj duši. Bez obzira koliko se ispravnim neko smatrao, njegova vrlina ga nikada neće učiniti dostojnim beskrajne svetosti Božje. Čovjek je masa grijeha (massa peccati). Iako može posjedovati "slobodnu volju" u smislu izbora postupaka, čovjek ipak nema pravu slobodu da izbjegne grijeh, jer je grijeh svojstven svakom postupku koji napravimo. Samo Božjim suverenim izborom da milost proširi na nas, spasenje je moguće.
Rasprava Pelagija i svetog Augustina je značajno utjecala na kasnija shvaćanja Božje milosti u kršćanstvu. Pelagijanizam je osuđen na Koncilu u Kartagi 417. na Augustinov zahtjev.
U istočnom kršćanstvu, Božju milost predstavljaju božanske nestvorene energije.